# The Queen Is Dead
Az 1986-os The Queen Is Dead The Smiths harmadik nagylemeze. A brit albumlistán a 2. helyig jutott, 22 hetet töltött a listán. A Billboard 200-on a 70. helyig jutott, 1990 végén a RIAA-tól arany minősítést kapott. Azóta is viszonylag jó eladással büszkélkedhet.
A Rolling Stone magazin Minden idők 500 legjobb albuma listáján a 216. helyet szerezte meg. Szerepel az 1001 lemez, amit hallanod kell, mielőtt meghalsz című könyvben.

## Az album dalai
|     | Cím                                  | Szerző(k)              | Hossz |
| --- | ------------------------------------ | ---------------------- | ----- |
| 1.  | The Queen Is Dead                    | Morrissey, Johnny Marr | 6:24  |
| 2.  | Frankly, Mr. Shankly                 | Morrissey, Marr        | 2:17  |
| 3.  | I Know It's Over                     | Morrissey, Marr        | 5:48  |
| 4.  | Never Had No One Ever                | Morrissey, Marr        | 3:36  |
| 5.  | Cemetry Gates                        | Morrissey, Marr        | 2:39  |
| 6.  | Bigmouth Strikes Again               | Morrissey, Marr        | 3:12  |
| 7.  | The Boy with the Thorn in His Side   | Morrissey, Marr        | 3:15  |
| 8.  | Vicar in a Tutu                      | Morrissey, Marr        | 2:21  |
| 9.  | There Is a Light That Never Goes Out | Morrissey, Marr        | 4:02  |
| 10. | Some Girls Are Bigger Than Others    | Morrissey, Marr        | 3:14  |

## Közreműködők
- Morrissey – ének, háttérvokál (mint Ann Coates), producer
- Johnny Marr – gitár, harmónium, szintetizált vonós hangszerek és fuvola hangszerelése, producer
- Andy Rourke – basszusgitár
- Mike Joyce – dob
- Stephen Street – hangmérnök (kivéve a Frankly, Mr. Shankly-t)
- John Porter – hangmérnök (Frankly, Mr. Shankly)

## Fordítás
Ez a szócikk részben vagy egészben a The Queen Is Dead című angol Wikipédia-szócikk ezen változatának fordításán alapul.  Az eredeti cikk szerkesztőit annak laptörténete sorolja fel. Ez a jelzés csupán a megfogalmazás eredetét és a szerzői jogokat jelzi, nem szolgál a cikkben szereplő információk forrásmegjelöléseként.